# IPhone 6s
L'iPhone 6s e l'iPhone 6s Plus appartengono alla nona generazione di smartphone sviluppati dalla casa californiana Apple; questi sono successori degli iPhone 6 e iPhone 6 Plus presentati la mattina del 9 settembre 2015. È stato presentato nel corso del keynote del 9 settembre 2015 assieme all'iPhone 6s Plus, all'iPad Pro 12,9 pollici e all'Apple TV di quarta generazione.
In alcuni paesi è disponibile dal 25 settembre 2015, mentre in Italia dal 9 ottobre.

## Software
iPhone 6s è stato introdotto sul mercato con iOS 9; grazie all'integrazione del coprocessore M9 all'interno del nuovo SoC Apple A9, viene introdotta la possibilità di utilizzare "Ehi Siri" in modalità always on (in qualsiasi momento) e da qualsiasi schermata, anche quando iPhone non è collegato alla rete elettrica.
L'aggiornamento a iOS 9.2 dell'8 dicembre 2015 ha aggiunto 150 nuove emoticons e tre nuovi sfondi che rappresentano Marte, Nettuno e Plutone.
A giugno 2020, Apple ha reso noto che sarà possibile aggiornare iPhone 6s e 6s Plus ad iOS 14.
Il 07 giugno 2021, con grande sorpresa, Apple ha annunciato che il sistema operativo iOS 15 sarà disponibile anche per iPhone 6s e 6s plus, rendendoli, di fatto, gli iPhone più longevi di sempre per quanto concerne il comparto aggiornamenti.
iOS 16 non è disponibile su questo iPhone, perché il supporto partirà da iPhone 8 con A11 Bionic (uscito nel 2017).

## Hardware
| Colorazioni | Colorazioni     | Colorazioni | Colorazioni |
| Nome        | Nome            | Fronte      | Antenne     |
| ----------- | --------------- | ----------- | ----------- |
|             | Grigio siderale | Nero        | Grigio      |
|             | Argento         | Bianco      | Grigio      |
|             | Oro             | Bianco      | Bianco      |
|             | Oro rosa        | Bianco      | Bianco      |

### Foto e video
iPhone 6S dispone di una nuova fotocamera posteriore da 12 MP con ottiche migliorate, che consente di registrare video in 4K e di catturare fotografie in 1080p (scattate a 8 MP) durante la video ripresa. La fotocamera anteriore arriva a 5 MP di risoluzione. Nella versione Plus é presente uno stabilizzatore ottico hardware combinato con il giroscopio e il co-processore M9 per la stabilizzazione delle riprese video.

### Schermo
Lo schermo è lo stesso del suo predecessore, misura 4,7 pollici e il display a cristalli liquidi ha una risoluzione di 1334x750 pixel, la cui densità rimane invariata a 326 ppi, mantenendo il display Retina HD. La novità sta nell'introduzione del 3D Touch, che consiste in una serie di sensori che percepiscono la differenza di pressione esercitata sullo schermo, permettendo di accedere a scorciatoie di sistema in base alla pressione, e di essere supportato da applicazioni terze.
Lo schermo dell'iPhone 6s è in vetro più resistente dei precedenti, ed è rivestito di un materiale oleorepellente a prova di impronte. Come i modelli precedenti, l'iPhone 6s è dotato di un sensore di luce ambiente per regolare la luminosità dello schermo automaticamente.

### CPU e RAM
iPhone 6s possiede il nuovo chip A9 dual-core a 1,8 GHz con architettura a 64 bit e processo produttivo a 14 nm. Stando alle dichiarazioni di Apple, le prestazioni sono migliorate del 70% in termini di CPU, e del 90% in termini di GPU rispetto al chip A8, con una diminuzione dei consumi. Il processore A9 viene affiancato dal nuovo coprocessore di movimento M9 che ottimizza ulteriormente i consumi. È equipaggiato con 2 GB di memoria RAM.

### Memoria e colorazioni disponibili
Inizialmente, iPhone 6s era disponibile nelle varianti da 16, 64 e 128 GB. Il 7 settembre 2016, con il rilascio del nuovo iPhone 7, Apple ha sostituito i tagli da 16 e 64 GB con il taglio da 32 GB, lasciando invariata la versione da 128 GB. L'archiviazione avviene sulla memoria flash integrata e non vi è possibilità di espansione, se non con servizi di archiviazione virtuale come iCloud o hardware di terze parti.
L'iPhone 6s era disponibile in quattro colorazioni differenti: grigio siderale con la cornice frontale nera; argento, oro e la nuova colorazione oro rosa, con la cornice frontale bianca.
L'iPhone 6s è stato ritirato dal commercio il 12 settembre 2018.

### Alimentazione
L'iPhone 6s dispone di una batteria integrata ricaricabile agli ioni di litio da 1715 mAh. Le varie specifiche di durata dichiarate sono:
- Autonomia in conversazione: fino a 14 ore su rete 3G
- Autonomia in standby: fino a 10 giorni
- Utilizzo di internet:
  - fino a 10 ore su rete 3G
  - fino a 10 ore su LTE
  - fino a 11 ore su Wi-Fi
- Riproduzione video: fino a 11 ore
- Riproduzione audio: fino a 50 ore

### Connettitività
L'iPhone 6s è in grado di navigare su reti GPRS, 3G e LTE Advanced con 23 bande supportate per un massimo di 300 Mbit/s; permette inoltre di utilizzare la comunicazione Voice over LTE (VoLTE) se supportata dal proprio operatore. È dotato di connettività wireless 802.11ac avanzata che permette una velocità massima di 866 Mbit/s e, in caso di scarsa ricezione della rete cellulare, trasferisce una chiamata vocale direttamente tramite rete Wi-Fi, se disponibile e supportata dal proprio operatore. Supporta il Bluetooth 4.2 e la connessione per la navigazione turn by turn tramite GPS assistito e GLONASS; rimane il protocollo NFC. È presente un'interfaccia USB con cavo di connessione Lightning a 8 pin.

## Difetti
Per questa serie di iPhone sono stati riscontrati problemi di spegnimento improvviso e/o irreversibile del dispositivo dovuto a un componente difettoso della batteria. Infatti, il telefono, in certi casi, risultava spegnersi autonomamente e non sempre era possibile riaccenderlo.

## Spot pubblicitari
- Apple, L'unica cosa che è cambiata è..., su YouTube.
- Apple, Potentissimo, su YouTube.
- Apple, Cipolle, su YouTube.
- Apple, Timer, su YouTube.
- Apple, Meno tempo, su YouTube.